# Mas Duran (Argentona)
El Mas Duran és una masia d'Argentona (Maresme) protegida com a Bé Cultural d'Interès Local.

## Descripció
Casa de tres cossos perpendiculars a la façana, consta de planta baixa i pis, als quals se'ls hi ha afegit dos cossos més a llevant, amb teulada a doble vessant i frontó lateral.
De la part antiga destaquen algunes finestres de pedra granítica a la façana, i cinc petites finestres reixades a la façana posterior.